# Вакареаска (Бузау)
Вакареаска (рум. Văcăreasca) насеље је у Румунији у округу Бузау у општини Глодеану-Силиштеа. Oпштина се налази на надморској висини од 73 m.

## Становништво
Према подацима из 2002. године у насељу је живело 705 становника, од којих су сви румунске националности.